# Guillermo II de Hesse-Wanfried-Rheinfels
Guillermo II de Hesse-Wanfried-Rheinfels (también conocido como Guillermo el Joven, Langenschwalbach, 25 de agosto de 1671 - París, 1 de abril de 1731), fue un landgrave de Hesse-Wanfried y Hesse-Rehinfels, sucediendo a su padre el landgrave Carlos de Hesse-Wanfried. Después de 1711, se llamó a sí mismo "Landgrave de Hesse-Rheinfels".

## Biografía
Guillermo el Joven era hijo del landgrave Carlos de Hesse-Wanfried y de su primera esposa, Sofía Magdalena de Salm-Reifferscheid. Empezó su carrera como canónigo en Colonia y Estrasburgo. Se le describió como "atrofiado pobre de mente y en un mal ambiente". Después de la muerte de su madre en 1711 viajó a Wanfried, donde su medio hermano menor, Cristián había asumido el poder. Tuvieron una disputa, que fue resuelta por el emperador Carlos VI. Cristián cedió en su pretensión sobre Hesse-Wanfried-Rheinfels, a cambio de una pensión anual de 7500 guilders, más el castillo de Eschwege.  El castillo había sido prometido a Brunswick-Bevern en 1667. Sin embargo, fue redimido para Cristián en 1713.
Guillermo gobernó en Hesse-Wanfried-Rheinfels desde 1711 hasta 1731. Viajó a menudo, usualmente a la corte imperial en Viena. En 1718, el emperador lo puso a cargo del castillo de Rheinfels, donde habían estado tropas del landgrave Carlos de Hesse-Kassel y rechazado tres intensos sitios de los franceses.
En 1719, Guillermo obtuvo permiso del papa para revertir al estado laico, para eludir la próxima extinción de la línea Hesse-Wanfried. Después de la mediación del emperador se casó el 19 de septiembre de 1719 con la condesa palatina Ernestina, la hija del conde palatino Teodoro Eustaquio de Sulzbach. El matrimonio no tuvo hijos.
Después de la muerte de Guillermo, Ernestina siguió viviendo en el castillo de Rheinfels durante un tiempo, pero luego se hizo priora del monasterio carmelita de Neoburgo en el Danubio, donde murió el 5 de abril de 1775.
Hesse-Wanfried y Hesse-Rheinfels fueron heredados por su medio hermano menor, que se llamó a sí mismo Cristián de Eschwege desde 1711.